# Lingtorsk
Lingtorsken (Ophiodon  elongatus) er en fisk fra familien Hexagrammidae. Det er den eneste levende art i slægten Ophiodon. En lidt større, uddød art, Ophiodon ozymandias, kendes fra fossiler fra den sene miocæne æra i det sydlige Californien.

## Fodnoter
1. ↑  "Scorpaeniformes". Paleobiology Database. Arkiveret fra originalen 10. december 2019. Hentet 15. november 2012.
2. ↑  "Danske Navne (O) - Saltvandswiki.dk". Arkiveret fra originalen 16. september 2016. Hentet 15. august 2016.
3. ↑  "World Register of Marine Species Ophiodon Girard, 1854".
4. ↑  Jordan, D.S. & J.Z. Gilbert, 1920. Fossil fishes of diatom beds of Lompoc, Stanford University. http://www.biodiversitylibrary.org/item/68104

| Fisk | Spire Denne artikel om fisk er en spire som bør udbygges. Du er velkommen til at hjælpe Wikipedia ved at udvide den. |